# Championnat d'Irlande de football 1964-1965
Navigation
Édition précédente Édition suivante
Le Championnat d'Irlande de football en 1964-1965. Drumcondra gagne son cinquième et dernier championnat.

## Les 12 clubs participants
- Bohemian Football Club
- Cork Celtic Football Club
- Cork Hibernians Football Club
- Drogheda United Football Club
- Drumcondra Football Club
- Dundalk Football Club
- Limerick Football Club
- St. Patrick's Athletic Football Club
- Shamrock Rovers Football Club
- Shelbourne Football Club
- Sligo Rovers Football Club
- Waterford United Football Club

## Classement
| Place | Club                      | Points | Victoires | Nuls | Défaites | Buts pour | Buts contre | Différence |
| ----- | ------------------------- | ------ | --------- | ---- | -------- | --------- | ----------- | ---------- |
| 1er   | Drumcondra FC             | 32     | 14        | 4    | 4        | 35        | 22          | +13        |
| 2e    | Shamrock Rovers           | 31     | 14        | 3    | 5        | 40        | 22          | +18        |
| 3e    | Bohemians FC              | 27     | 10        | 7    | 5        | 38        | 24          | +14        |
| 4e    | Cork Hibernians           | 27     | 11        | 5    | 6        | 41        | 29          | +12        |
| 5e    | Sligo Rovers              | 25     | 10        | 5    | 7        | 41        | 29          | +12        |
| 6e    | Shelbourne FC             | 24     | 11        | 2    | 9        | 38        | 37          | +1         |
| 7e    | St. Patrick's Athletic FC | 21     | 9         | 3    | 10       | 36        | 37          | -1         |
| 8e    | Cork Celtic FC            | 19     | 8         | 3    | 11       | 33        | 34          | -1         |
| 9e    | Dundalk FC                | 19     | 7         | 5    | 10       | 31        | 37          | -6         |
| 10e   | Drogheda United           | 15     | 5         | 5    | 12       | 19        | 34          | -15        |
| 11e   | Limerick FC               | 12     | 4         | 4    | 14       | 29        | 48          | -19        |
| 12e   | Waterford United          | 12     | 4         | 4    | 14       | 25        | 42          | -17        |

## Source
- (en) Alex Graham, Football in the Republic of Ireland : a Statistical Record 1921–2005, Soccer Books Ltd, novembre 2005, 142 p. (ISBN 978-1862231351).